# اچ‌ام‌اس ردمیل (کی۵۵۴)
اچ‌ام‌اس ردمیل (کی۵۵۴) (به انگلیسی: HMS Redmill (K554)) یک کشتی بود که طول آن ۳۰۶ فوت (۹۳ متر) بود. این کشتی در سال ۱۹۴۳ ساخته شد.